# 笹野台
笹野台（ささのだい）は、神奈川県横浜市旭区の地名。現行行政地名は笹野台一丁目から笹野台四丁目。住居表示実施区域。

## 地理
旭区の西部に位置し、南に東希望が丘、北に矢指町、東に金が谷と今宿町、西に瀬谷区二ツ橋町と接している。

### 地価
住宅地の地価は、2025年（令和7年）1月1日の公示地価によれば、笹野台3-14-8の地点で20万7000円/m²となっている。

## 歴史

### 沿革
- 1964年（昭和39年）5月1日 - 下川井町の一部から編入し、横浜市保土ヶ谷区笹野台を新設。
- 1969年（昭和44年）10月1日 - 保土ヶ谷区を再編し、旭区を新設。横浜市旭区笹野台となる。
- 1991年（平成3年）11月11日 - 住居表示の実施に伴い、笹野台全域を変更し、笹野台一丁目から笹野台四丁目となる[6]。

## 世帯数と人口
2025年（令和7年）6月30日現在（横浜市発表）の世帯数と人口は以下の通りである。
| 丁目         | 世帯数    | 人口    |
| ------------ | --------- | ------- |
| 笹野台一丁目 | 1,517世帯 | 2,723人 |
| 笹野台二丁目 | 749世帯   | 1,558人 |
| 笹野台三丁目 | 993世帯   | 2,244人 |
| 笹野台四丁目 | 1,189世帯 | 2,613人 |
| 計           | 4,448世帯 | 9,138人 |

### 人口の変遷
国勢調査による人口の推移。
| 年                 | 人口  |
| ------------------ | ----- |
| 1995年（平成7年）  | 9,579 |
| 2000年（平成12年） | 9,658 |
| 2005年（平成17年） | 9,418 |
| 2010年（平成22年） | 9,238 |
| 2015年（平成27年） | 8,935 |
| 2020年（令和2年）  | 8,922 |

### 世帯数の変遷
国勢調査による世帯数の推移。
| 年                 | 世帯数 |
| ------------------ | ------ |
| 1995年（平成7年）  | 3,618  |
| 2000年（平成12年） | 3,826  |
| 2005年（平成17年） | 3,735  |
| 2010年（平成22年） | 3,897  |
| 2015年（平成27年） | 3,852  |
| 2020年（令和2年）  | 3,999  |

## 学区
市立小・中学校に通う場合、学区は以下の通りとなる（2024年11月時点）。
| 丁目         | 番・番地等 | 小学校               | 中学校                 |
| ------------ | ---------- | -------------------- | ---------------------- |
| 笹野台一丁目 | 全域       | 横浜市立笹野台小学校 | 横浜市立希望が丘中学校 |
| 笹野台二丁目 | 全域       | 横浜市立笹野台小学校 | 横浜市立希望が丘中学校 |
| 笹野台三丁目 | 全域       | 横浜市立笹野台小学校 | 横浜市立希望が丘中学校 |
| 笹野台四丁目 | 全域       | 横浜市立笹野台小学校 | 横浜市立希望が丘中学校 |

## 事業所
2021年（令和3年）現在の経済センサス調査による事業所数と従業員数は以下の通りである。
| 丁目         | 事業所数  | 従業員数 |
| ------------ | --------- | -------- |
| 笹野台一丁目 | 103事業所 | 696人    |
| 笹野台二丁目 | 12事業所  | 111人    |
| 笹野台三丁目 | 22事業所  | 51人     |
| 笹野台四丁目 | 30事業所  | 289人    |
| 計           | 167事業所 | 1,147人  |

### 事業者数の変遷
経済センサスによる事業所数の推移。
| 年                 | 事業者数 |
| ------------------ | -------- |
| 2016年（平成28年） | 178      |
| 2021年（令和3年）  | 167      |

### 従業員数の変遷
経済センサスによる従業員数の推移。
| 年                 | 従業員数 |
| ------------------ | -------- |
| 2016年（平成28年） | 1,200    |
| 2021年（令和3年）  | 1,147    |

## 施設
- 旭警察署 笹野台交番
- 横浜市立笹野台小学校

## その他

### 日本郵便
- 郵便番号 : 241-0816[3]（集配局：横浜旭郵便局[16]）

### 警察
町内の警察の管轄区域は以下の通りである。
| 丁目         | 番・番地等 | 警察署   | 交番・駐在所 |
| ------------ | ---------- | -------- | ------------ |
| 笹野台一丁目 | 全域       | 旭警察署 | 笹野台交番   |
| 笹野台二丁目 | 全域       | 旭警察署 | 笹野台交番   |
| 笹野台三丁目 | 全域       | 旭警察署 | 笹野台交番   |
| 笹野台四丁目 | 全域       | 旭警察署 | 笹野台交番   |